# Jawhar (India)
Jawhar (o Jawahar) è una città dell'India di 11.296 abitanti, situata nel distretto di Thane, nello stato federato del Maharashtra. In base al numero di abitanti la città rientra nella classe IV (da 10.000 a 19.999 persone).

## Geografia fisica
La città è situata a 19° 55' 0 N e 73° 13' 60 E e ha un'altitudine di 446 m s.l.m..

## Società

### Evoluzione demografica
Al censimento del 2001 la popolazione di Jawhar assommava a 11.296 persone, delle quali 5.938 maschi e 5.358 femmine. I bambini di età inferiore o uguale ai sei anni assommavano a 1.595, dei quali 826 maschi e 769 femmine. Infine, coloro che erano in grado di saper almeno leggere e scrivere erano 8.113, dei quali 4.595 maschi e 3.518 femmine.